# Bollweiler Birne
Die Bollweiler Birne (×Sorbopyrus irregularis (Münchh.) C.A.Wimm.) oder Hagebuttenbirne (vor allem in Thüringen auch Hambuttenbirne), als Sorte auch Shipova genannt, ist eine Hybride der Kultur-Birne (Pyrus communis) und der Ebereschen-Art Echte Mehlbeere (Sorbus aria). Sie ist nur aus Kultur bekannt. Weitere Trivialnamen sind Mispelbirne, Mehlbirne, Laze(a)rolbirne, Azerol(en)birne, Alteweiberbirne, Hainbuttenbirne, Rothbirne oder Hornissenbirne.

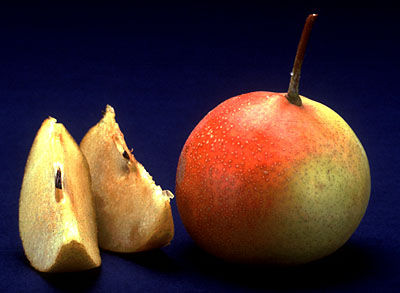
„Shipova“

## Beschreibung

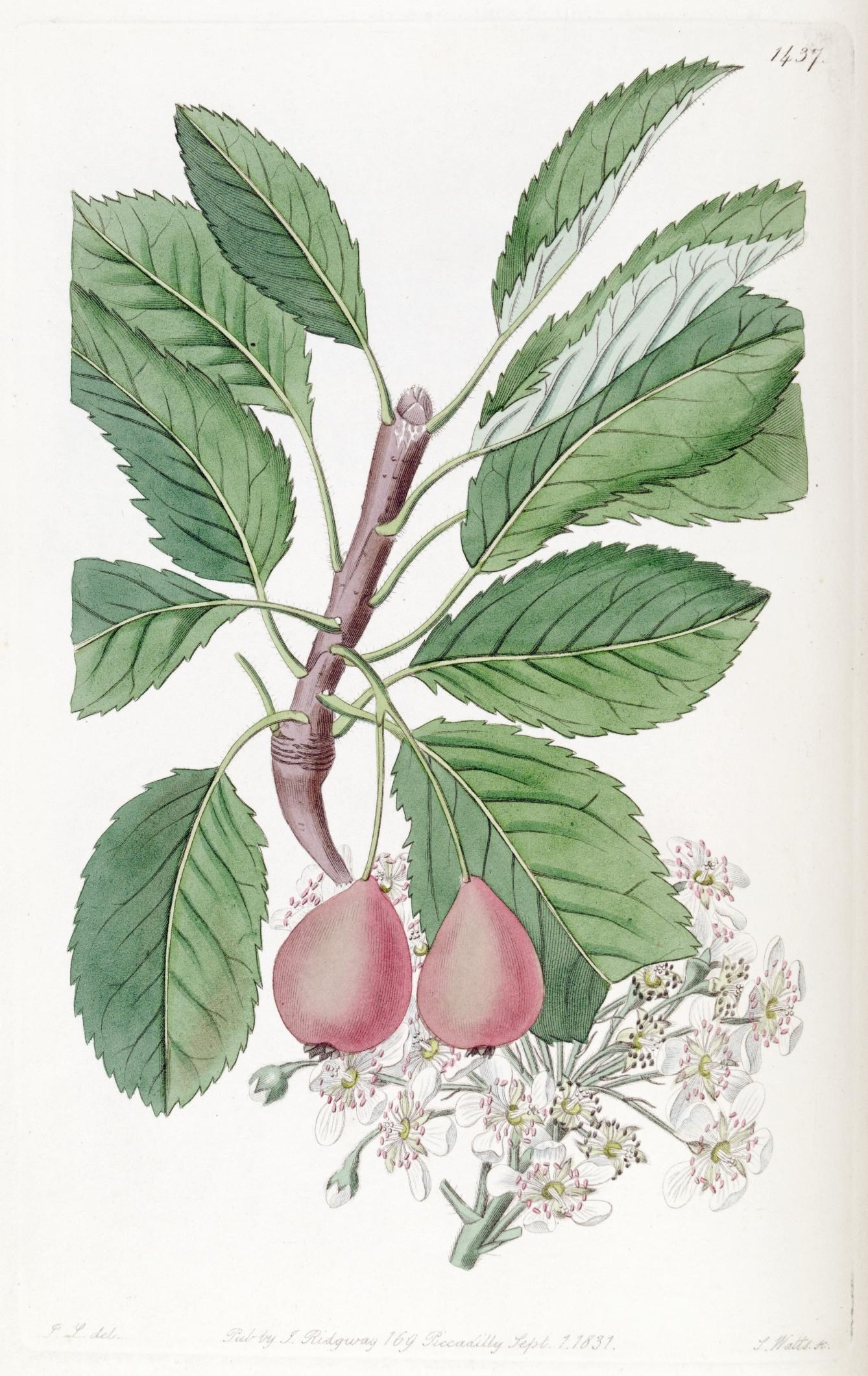
Illustration aus Edwards’s botanical register, Tafel 1437

### Vegetative Merkmale
Die Bollweiler Birne wächst als sommergrüner Baum und erreicht Wuchshöhen von 6 bis über 16 Metern.
Die wechselständig an den Zweigen angeordneten Laubblätter sind in Blattstiel und -spreite gegliedert. Der Blattstiel ist rinnig und behaart. Die doppelt gesägte, ledrige und spitze Blattspreite ist bei einer Länge von 5 bis 10 Zentimetern sowie einer Breite von 3 bis 6 Zentimetern eiförmig bis elliptisch oder verkehrt-eiförmig. Die Blätter sind unterseits filzig behaart.

### Generative Merkmale
Es werden Schirmtrauben gebildet. Die kleine, zwittrige, gestielte und weiße, fünfzählige Blüte ist radiärsymmetrisch mit doppelter Blütenhülle. Der Kelch und die Blütenstiele sind filzig, die verkehrt-eiförmigen Kronblätter sind an der Basis wollig beharrt. Der Fruchtknoten ist filzig und die Griffel an der Basis wollig.
Die kleine, gelb-rote Frucht ist eine essbare Apfelfrucht mit einem süß-säuerlich schmeckenden, gelben, mehligen „Fruchtfleisch“ von aromatischem Geruch. Die Gestalt der Früchte ist bei einer Länge von 2,5 bis 3 Zentimetern sowie einem Durchmesser von 2 bis 3, manchmal bis zu 5 Zentimetern apfel- über birnen- bis hagebuttenförmig. Die Früchte bilden nur selten und wenige Samen aus.

### Chromosomenzahl
Die Bollweiler Birne ist triploid mit der Chromosenzahl 2n = 3x = 51. Dabei kommen zwei Chromosomensätze von der Kulturbirne und einer von der Mehlbeere vor.

## Geschichte
Die Bollweiler Birne wurde erstmals von Johann Bauhin (1541–1612) als Pirus Polvilleriana (in seiner posthum erschienenen Historia plantarum universalis) beschrieben, dem die 1599 zwischen ihren Eltern (s. u.) im Schlossgarten der Barone von Bollwiller („Pollwiller“) im oberen Elsass von Freiherr von Bollweiler gefundene Pflanze von diesem gezeigt worden war. Seitdem wurde sie durch Veredlung vermehrt, da sie weitgehend steril ist und nur selten keimfähige Samen produziert. Sie war im 18. Jahrhundert stark verbreitet und ist heute selten. Im „Pomologischen Kabinett“ des Friedrich Justin Bertuch wird die Bollweiler Birne als Hambute und Azarolbirn bezeichnet. 1834 wurde im Pariser Jardin du Roi ein Sämling entdeckt, der den Namen 'Malifolia' erhielt. Später wurden noch weitere leicht abweichende Nachkommen erzielt.

## Nomenklatur
Der Gattungsname Sorbopyrus wurde von Camillo Karl Schneider 1906 aus Sorbus und Pyrus gebildet. Die einzige Art dieser Gattung hat zahlreiche Synonyme. Der sich auf die durch schwache Lappung gebildeten „Öhr(läpp)chen“ (lateinisch auricula) der Blätter bezogen wordene Artname Sorbopyrus auricularis (Knoop) C.K.Schneid. ist illegitim, da das angebliche Basionym Pyrus auricularis Knoop nicht existiert. Das Basionym ist vielmehr Pyrus irregularis Münchh. Hieraus ergab sich 2014 der Name ×Sorbopyrus irregularis (Münchh.) C.A.Wimm.
Nach phylogenetischen Studien (Sennikov und Kurtto 2017) sollte der Elternteil Sorbus aria eher Aria edulis (Willd.) M.Roem. heißen. Hieraus ergibt sich der Name des Gattungsbastards ×Pyraria und für die Bollweiler Birne der Name ×Pyraria irregularis (Münchh.) C.A.Wimm.
Synonyme sind:
- Pyrus irregularis Münchh., Hausvater 3: 333. 1767 und Hausvater 5: 246.1770
- Azarolus pollvilleriana Borkh. nom. illeg., Theoret. Prakt. Handb. Forstbot. 2: 1251. 1803
- Pyrus polvilla C.C.Gmel. nom. illeg., Fl. Bad. 2: 386. 1806
- Sorbopyrus auricularis C.K.Schneid. nom. illeg., Illustr. Handb. Laubholzk. 1: 666. 1906
- Sorbopyrus auricularis (J.H. Knoop) C.K.Schneider[15][16]